# Coppa Montenero 1934
La Coppa Montenero 1934 (VIII° Coppa Ciano) est un Grand Prix qui s'est tenu sur le Circuito di Montenero le 22 juillet 1934.

## Grille de départ
| 1re ligne | Pos. 5                |                     | Pos. 4            |                        | Pos. 3                      |                         | Pos. 2              |                   | Pos. 1             |
|           | Pages Alfa Romeo      |                     | Trossi Alfa Romeo |                        | Cornaggia-Medici Alfa Romeo |                         | Tuffanelli Maserati |                   | Minozzi Alfa Romeo |
| 2e ligne  |                       | Pos. 9              |                   | Pos. 8                 |                             | Pos. 7                  |                     | Pos. 6            |                    |
|           |                       | Magistri Alfa Romeo |                   | Barbieri Alfa Romeo    |                             | Sciutti Alfa Romeo      |                     | Nuvolari Maserati |                    |
| 3e ligne  | Pos. 14               |                     | Pos. 13           |                        | Pos. 12                     |                         | Pos. 11             |                   | Pos. 10            |
|           | Balestrero Alfa Romeo |                     | Danese Alfa Romeo |                        | Lami Bugatti                |                         | Palmieri Bugatti    |                   | Corsi Maserati     |
| 4e ligne  |                       | Pos. 18             |                   | Pos. 17                |                             | Pos. 16                 |                     | Pos. 15           |                    |
|           |                       | Varzi Alfa Romeo    |                   | Aldrighetti Alfa Romeo |                             | Della Chiesa Alfa Romeo |                     | Farina Alfa Romeo |                    |
| 5e ligne  | Pos. 23               |                     | Pos. 22           |                        | Pos. 21                     |                         | Pos. 20             |                   | Pos. 19            |
|           |                       |                     |                   |                        |                             |                         |                     |                   | Moll Alfa Romeo    |

## Classement de la course
| Pos  | no | Pilote                    | Écurie                      | Châssis               | Tours | Temps/Abandon                 | Grille |
| ---- | -- | ------------------------- | --------------------------- | --------------------- | ----- | ----------------------------- | ------ |
| 1    | 42 | Achille Varzi             | Scuderia Ferrari            | Alfa Romeo P3         | 12    | 2 h 49 min 52 s 2 (84,8 km/h) | 18     |
| 2    | 44 | Guy Moll                  | Scuderia Ferrari            | Alfa Romeo P3         | 12    | + 9 s 0                       | 19     |
| 3    | 16 | Tazio Nuvolari            | Privé                       | Maserati 8CM          | 12    | + 3 min 43 s 2                | 6      |
| 4    | 12 | Carlo Felice Trossi       | Scuderia Ferrari            | Alfa Romeo P3         | 12    | + 8 min 55 s 8                | 4      |
| 5    | 20 | Ferdinando Barbieri       | Scuderia Ferrari            | Alfa Romeo P3         | 12    | + 9 min 15 s 6                | 8      |
| 6    | 36 | Giuseppe Farina           | Scuderia Subalpina          | Alfa Romeo Monza      | 12    | + 11 min 2 s 2                | 15     |
| 7    | 22 | Costantino Magistri       | Privé                       | Alfa Romeo 6C 1750 GS | 12    | + 23 min 50 s 8               | 9      |
| 8    | 10 | Giovanni Cornaggia-Medici | Privé                       | Alfa Romeo 8C 2300    | 11    | + 1 tour                      | 3      |
| 9    | 14 | Luigi Pages               | Privé                       | Alfa Romeo Monza      | 11    | + 1 tour                      | 5      |
| Abd. | 2  | Giovanni Minozzi          | Scuderia Siena              | Alfa Romeo Monza      | 7     |                               | 1      |
| Abd. | 18 | Arnaldo Sciutti           | Gruppo Genovese San Giorgio | Alfa Romeo Monza      | 7     |                               | 7      |
| Abd. | 4  | Giuseppe Tuffanelli       | Scuderia Siena              | Maserati Tipo 26      | 6     |                               | 2      |
| Abd. | 38 | Luigi Della Chiesa        | Scuderia Subalpina          | Alfa Romeo Monza      | 4     |                               | 16     |
| Abd. | 34 | Renato Balestrero         | Gruppo Genovese San Giorgio | Alfa Romeo Monza      | 4     |                               | 14     |
| Abd. | 26 | Giacomo Palmieri          | Privé                       | Bugatti Type 35C      | 3     |                               | 11     |
| Abd. | 28 | Catullo Lami              | Privé                       | Bugatti Type 35       | 2     |                               | 12     |
| Abd. | 24 | Secondo Corsi             | Privé                       | Maserati Tipo 26 M    | 2     |                               | 10     |
| Abd. | 40 | Giordano Aldrighetti      | Scuderia Ferrari            | Alfa Romeo Monza      | 1     |                               | 17     |
| Abd. | 32 | Renato Danese             | Privé                       | Alfa Romeo Monza      | 0     |                               | 13     |
| Np.  | 6  | Luigi Premoli             | Privé                       | Maserati 8CM          |       | Non partant                   |        |
| Np.  | 8  | Giovanni Rocco            | Privé                       | Maserati Tipo 26      |       | Non partant                   |        |
| Np.  | 30 | Mario Minucci             | Privé                       | Bugatti               |       | Non partant                   |        |

- Légende: Abd.=Abandon ; Np.=Non partant

## Pole position et record du tour
- Pole position :  Giovanni Minozzi (Alfa Romeo) par tirage au sort.
- Meilleur tour en course :  Guy Moll (Alfa Romeo) en 13 min 47 s (87,1 km/h).